# Jerzy Marowski
Jerzy Marowski (ur. 1901, zm. 1961) – polski prawnik, w okresie PRL sędzia Sądu Najwyższego PRL.

## Życiorys
Urodził się w 1901. Od 1944 do 1948 był zatrudniony w Ministerstwie Oświaty, gdzie pełnił stanowisko zastępcy dyrektora Departamentu Szkół Wyższych. Pod koniec 1948 został członkiem powołanej w 1947 komisji do spraw opracowania jednolitego polskiego kodeksu cywilnego. Był sędzią Sądu Najwyższego. Publikował w „Państwie i Prawie”.
Zmarł w 1961. Został pochowany na Cmentarzu Wojskowym na Powązkach w Warszawie (kwatera P-1-38).

## Odznaczenia i ordery
- Krzyż Oficerski Orderu Odrodzenia Polski (1954)[7]
- Krzyż Kawalerski Orderu Odrodzenia Polski (1951)[8]
- Złoty Krzyż Zasługi (1946)[9]